# Yuxarı Qarxun
Yuxarı Qarxun är en ort i Azerbajdzjan.   Den ligger i distriktet Yevlax Rayonu, i den centrala delen av landet, 230 km väster om huvudstaden Baku. Yuxarı Qarxun ligger 16 meter över havet och antalet invånare är 1 691.
Terrängen runt Yuxarı Qarxun är mycket platt. Runt Yuxarı Qarxun är det ganska tätbefolkat, med 90 invånare per kvadratkilometer.. Närmaste större samhälle är Yevlakh, 3,6 km väster om Yuxarı Qarxun. 
Trakten runt Yuxarı Qarxun består till största delen av jordbruksmark.